# Elyakim Haetzni

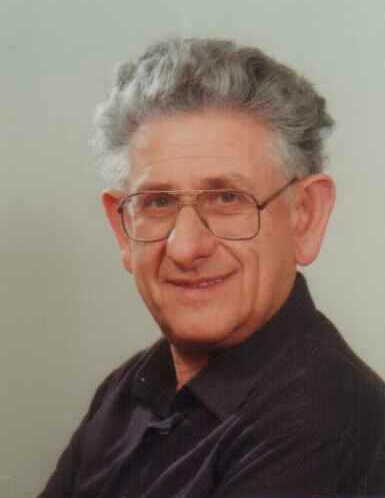
Elyakim Haetzni

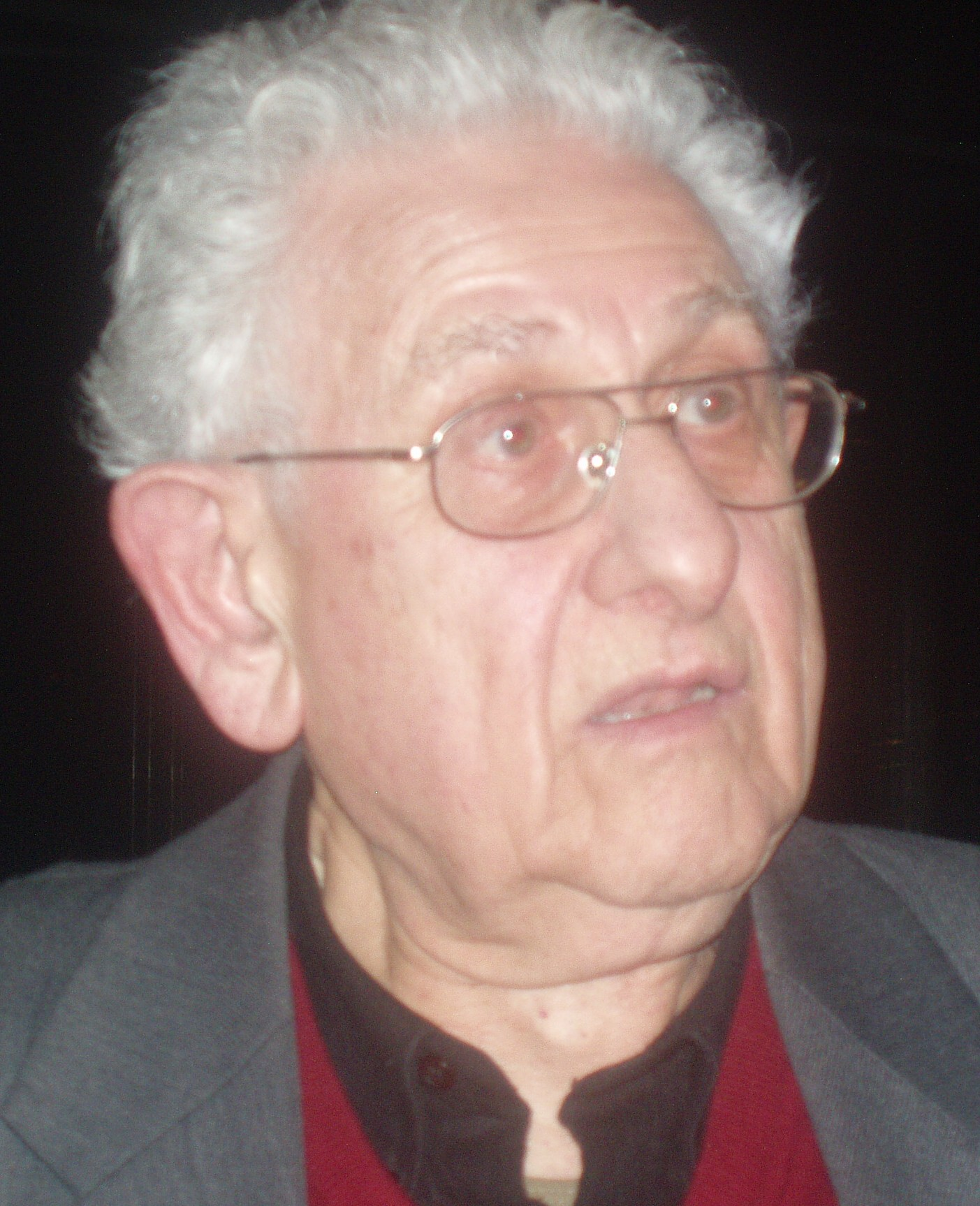
Elyakim Haetzni, 2012

Elyakim Haetzni (hebräisch אליקים העצני‎, * 22. Juni 1926 in Kiel, Deutsches Reich als Georg Bombach; † 18. September 2022 in Jerusalem) war ein israelischer Rechtsanwalt, Siedlungsaktivist und Politiker, der zwischen 1990 und 1992 Abgeordneter der Knesset für die rechtsgerichtete Partei Techija war.

## Biographie
Elyakim Haetzni wurde 1926 als Georg Bombach in Deutschland geboren und ging mit seinen Eltern und seiner Schwester 1938 in das Britische Mandatsgebiet Palästina, wo sie sich im Kerem-Avraham-Viertel in Jerusalem niederließen. Er studierte am Mizrachi-Lehrerseminar in Jerusalem und wurde Mitglied der Hagana. Im Palästinakrieg von 1948 wurde er schwer verwundet und verbrachte achtzehn Monate im Krankenhaus.
Danach setzte er sein Studium fort und besuchte die Hebräische Universität Jerusalem, wo er schließlich 1954 ein Juradiplom erhielt. Während seiner Studienzeit gründete er die Sherut HaMitnavdim, eine Organisation freiwilliger Helfer, die Einwanderer unterstützte und gegen Regierungskorruption aufbegehrte; im Zuge dessen gab Haetzni auch seine Mitgliedschaft in der amtierenden sozialistischen Mapai-Partei auf.
Im Jahr 1961 gründete er in Tel Aviv eine Anwaltskanzlei. Nach dem Sieg Israels im Sechs-Tage-Krieg im Jahr 1967 war er beteiligt an der jüdischen Besiedlung im Westjordanland, einschließlich der Wiedererrichtung des Gusch-Etzion-Blocks und der jüdischen Gemeinde Hebrons. 1972 zog er von Ramat Gan zur neu gegründeten Siedlung Kiryat Arba in der Nähe von Hebron. Später eröffnete er eine Kanzlei in der Siedlung. Er wurde Mitglied des Leitungskreises des Yesha-Gremiums und trat der Techija-Partei bei. 1988 stand er auf der Parteiliste für die Wahlen zur Knesset, konnte aber keinen Sitz erlangen. Am 31. Januar 1990 jedoch wurde er schließlich doch Abgeordneter, als er Eliezer Waldman ersetzte.
Elyakim Haetzni war verheiratet und hatte vier Kinder.

## Positionen
Haetzni bezeichnete das Friedensabkommen von Oslo als „unser München“.